# マツダ・Eプラットフォーム
マツダ・Eプラットフォームとは、マツダのクーペ型コンパクトカー用のプラットフォームである。マツダ・Bプラットフォームを基に開発された。このプラットフォームを用いる車両のVINコードは、先頭がEから始まる。一世代のみのプラットフォームで、後継プラットフォームは存在しない。

## EC
ECは、マツダ・オートザムAZ-3およびその兄弟車で用いられたプラットフォームである。
- 1991-1996 Mazda MX-3 (en)
- 1991-1998 マツダ・オートザムAZ-3
- 1991-1998 ユーノス・プレッソ
- 1991-1993 Eunos 30X